# Grand Prix Japonii 2014
Grand Prix Japonii 2014 (oficjalnie 2014 Formula 1 Japanese Grand Prix) – piętnasta eliminacja Mistrzostw Świata Formuły 1 w sezonie 2014, która odbyła się w dniach 3–5 października na torze Suzuka International Racing Course na Suzuce. Podczas tego wyścigu Jules Bianchi doznał wypadku, w którym w wyniku obrażeń, po 9 miesiącach leżenia w śpiączce, 17 lipca 2015 zmarł. Jest to pierwszy od Grand Prix San Marino 1994 weekend wyścigowy Formuły 1 w wyniku którego zginął kierowca.

## Lista startowa
Źródło: Wyprzedź Mnie!
Na niebieskim tle kierowcy biorący udział jedynie w piątkowych treningach
| Nr | Kierowca          | Zespół                        | Samochód               | Silnik                         | Opony |
| -- | ----------------- | ----------------------------- | ---------------------- | ------------------------------ | ----- |
| 1  | Sebastian Vettel  | Infiniti Red Bull Racing      | Red Bull RB10          | Renault Energy F1-2014 1.6T V6 | P     |
| 3  | Daniel Ricciardo  | Infiniti Red Bull Racing      | Red Bull RB10          | Renault Energy F1-2014 1.6T V6 | P     |
| 4  | Max Chilton       | Marussia F1 Team              | Marussia MR03          | Ferrari 059/3 1.6T V6          | P     |
| 6  | Nico Rosberg      | Mercedes AMG Petronas F1 Team | Mercedes F1 W05 Hybrid | Mercedes-Benz PU106A 1.6T V6   | P     |
| 7  | Kimi Räikkönen    | Scuderia Ferrari              | Ferrari F14 T          | Ferrari 059/3 1.6T V6          | P     |
| 8  | Romain Grosjean   | Lotus F1 Team                 | Lotus E22              | Renault Energy F1-2014 1.6T V6 | P     |
| 9  | Marcus Ericsson   | Caterham F1 Team              | Caterham CT05          | Renault Energy F1-2014 1.6T V6 | P     |
| 10 | Kamui Kobayashi   | Caterham F1 Team              | Caterham CT05          | Renault Energy F1-2014 1.6T V6 | P     |
| 11 | Sergio Pérez      | Sahara Force India F1 Team    | Force India VJM07      | Mercedes-Benz PU106A 1.6T V6   | P     |
| 13 | Pastor Maldonado  | Lotus F1 Team                 | Lotus E22              | Renault Energy F1-2014 1.6T V6 | P     |
| 14 | Fernando Alonso   | Scuderia Ferrari              | Ferrari F14 T          | Ferrari 059/3 1.6T V6          | P     |
| 17 | Jules Bianchi     | Marussia F1 Team              | Marussia MR03          | Ferrari 059/3 1.6T V6          | P     |
| 19 | Felipe Massa      | Williams Martini Racing       | Williams FW36          | Mercedes-Benz PU106A 1.6T V6   | P     |
| 20 | Kevin Magnussen   | McLaren Mercedes              | McLaren MP4-29         | Mercedes-Benz PU106A 1.6T V6   | P     |
| 21 | Esteban Gutiérrez | Sauber F1 Team                | Sauber C33             | Ferrari 059/3 1.6T V6          | P     |
| 22 | Jenson Button     | McLaren Mercedes              | McLaren MP4-29         | Mercedes-Benz PU106A 1.6T V6   | P     |
| 25 | Jean-Éric Vergne  | Scuderia Toro Rosso           | Toro Rosso STR9        | Renault Energy F1-2014 1.6T V6 | P     |
| 26 | Daniił Kwiat      | Scuderia Toro Rosso           | Toro Rosso STR9        | Renault Energy F1-2014 1.6T V6 | P     |
| 27 | Nico Hülkenberg   | Sahara Force India F1 Team    | Force India VJM07      | Mercedes-Benz PU106A 1.6T V6   | P     |
| 38 | Max Verstappen    | Scuderia Toro Rosso           | Toro Rosso STR9        | Renault Energy F1-2014 1.6T V6 | P     |
| 44 | Lewis Hamilton    | Mercedes AMG Petronas F1 Team | Mercedes F1 W05 Hybrid | Mercedes-Benz PU106A 1.6T V6   | P     |
| 45 | Roberto Merhi     | Caterham F1 Team              | Caterham CT05          | Renault Energy F1-2014 1.6T V6 | P     |
| 77 | Valtteri Bottas   | Williams Martini Racing       | Williams FW36          | Mercedes-Benz PU106A 1.6T V6   | P     |
| 99 | Adrian Sutil      | Sauber F1 Team                | Sauber C33             | Ferrari 059/3 1.6T V6          | P     |
| Nr | Kierowca          | Zespół                        | Samochód               | Silnik                         | Opony |

## Wyniki

### Sesje treningowe
Źródło: Wyprzedź Mnie!
| Sesja | Nr | Kierowca       | Konstruktor | Czas     | Okr. |
| ----- | -- | -------------- | ----------- | -------- | ---- |
| 1     | 6  | Nico Rosberg   | Mercedes    | 1:35,461 | 27   |
| 2     | 44 | Lewis Hamilton | Mercedes    | 1:35,078 | 28   |
| 3     | 6  | Nico Rosberg   | Mercedes    | 1:33,228 | 14   |

### Kwalifikacje
Źródło: Wyprzedź Mnie!
| Poz. | Nr | Kierowca          | Konstruktor          | Q1       | Q2       | Q3       | Poz. s. |
| --- | --- | ----------------- | -------------------- | -------- | -------- | -------- | ------- |
| 1 | 6 | Nico Rosberg      | Mercedes             | 1:33,671 | 1:32,950 | 1:32,506 | 1       |
| 2 | 44 | Lewis Hamilton    | Mercedes             | 1:33,611 | 1:32,982 | 1:32,703 | 2       |
| 3 | 77 | Valtteri Bottas   | Williams–Mercedes    | 1:34,301 | 1:33,443 | 1:33,128 | 3       |
| 4 | 19 | Felipe Massa      | Williams–Mercedes    | 1:34,483 | 1:33,551 | 1:33,527 | 4       |
| 5 | 14 | Fernando Alonso   | Ferrari              | 1:34,497 | 1:33,675 | 1:33,740 | 5       |
| 6 | 3 | Daniel Ricciardo  | Red Bull–Renault     | 1:35,593 | 1:34,466 | 1:34,075 | 6       |
| 7 | 20 | Kevin Magnussen   | McLaren–Mercedes     | 1:34,930 | 1:34,229 | 1:34,242 | 7       |
| 8 | 22 | Jenson Button     | McLaren–Mercedes     | 1:35,150 | 1:34,648 | 1:34,317 | 8       |
| 9 | 1 | Sebastian Vettel  | Red Bull–Renault     | 1:35,517 | 1:34,784 | 1:34,432 | 9       |
| 10 | 7 | Kimi Räikkönen    | Ferrari              | 1:34,984 | 1:34,771 | 1:34,548 | 10      |
| 11 | 25 | Jean-Éric Vergne  | Toro Rosso–Renault   | 1:35,155 | 1:34,984 | –        | 21      |
| 12 | 11 | Sergio Pérez      | Force India–Mercedes | 1:35,439 | 1:35,089 | –        | 11      |
| 13 | 26 | Daniił Kwiat      | Toro Rosso–Renault   | 1:35,210 | 1:35,092 | –        | 12      |
| 14 | 27 | Nico Hülkenberg   | Force India–Mercedes | 1:35,000 | 1:35,099 | –        | 13      |
| 15 | 99 | Adrian Sutil      | Sauber–Ferrari       | 1:35,736 | 1:35,364 | –        | 14      |
| 16 | 21 | Esteban Gutiérrez | Sauber–Ferrari       | 1:35,308 | 1:35,681 | –        | 15      |
| 17 | 13 | Pastor Maldonado  | Lotus–Renault        | 1:35,917 | –        | –        | 22      |
| 18 | 8 | Romain Grosjean   | Lotus–Renault        | 1:35,984 | –        | –        | 16      |
| 19 | 9 | Marcus Ericsson   | Caterham–Renault     | 1:36,813 | –        | –        | 17      |
| 20 | 17 | Jules Bianchi     | Marussia–Ferrari     | 1:36,943 | –        | –        | 18      |
| 21 | 10 | Kamui Kobayashi   | Caterham–Renault     | 1:37,015 | –        | –        | 19      |
| 22 | 4 | Max Chilton       | Marussia–Ferrari     | 1:37,481 | –        | –        | 20      |
| Poz. | Nr | Kierowca          | Konstruktor          | Q1       | Q2       | Q3       | Poz. s. |
| \| Legenda \| Legenda \| \| ------------------------ \| ---------------------------------------------------------------------------------------------------------------------------------------------------------------------------------------------------------------------------------------------------------------- \| \| Poz. Nr Q1 Q2 Q3 Poz. s. \| Pozycja zajęta w sesji kwalifikacyjnej Numer startowy kierowcy Wynik uzyskany w pierwszej części kwalifikacji Wynik uzyskany w drugiej części kwalifikacji Wynik uzyskany w trzeciej części kwalifikacji Pozycja startowa po uwzględnięniu kar, przesunięć, itp. \| | |                   |                      |          |          |          |         |
| Legenda | |                   |                      |          |          |          |         |
| Poz. Nr Q1 Q2 Q3 Poz. s. | Pozycja zajęta w sesji kwalifikacyjnej Numer startowy kierowcy Wynik uzyskany w pierwszej części kwalifikacji Wynik uzyskany w drugiej części kwalifikacji Wynik uzyskany w trzeciej części kwalifikacji Pozycja startowa po uwzględnięniu kar, przesunięć, itp. |                   |                      |          |          |          |         |

### Wyścig
Źródło: Wyprzedź Mnie!

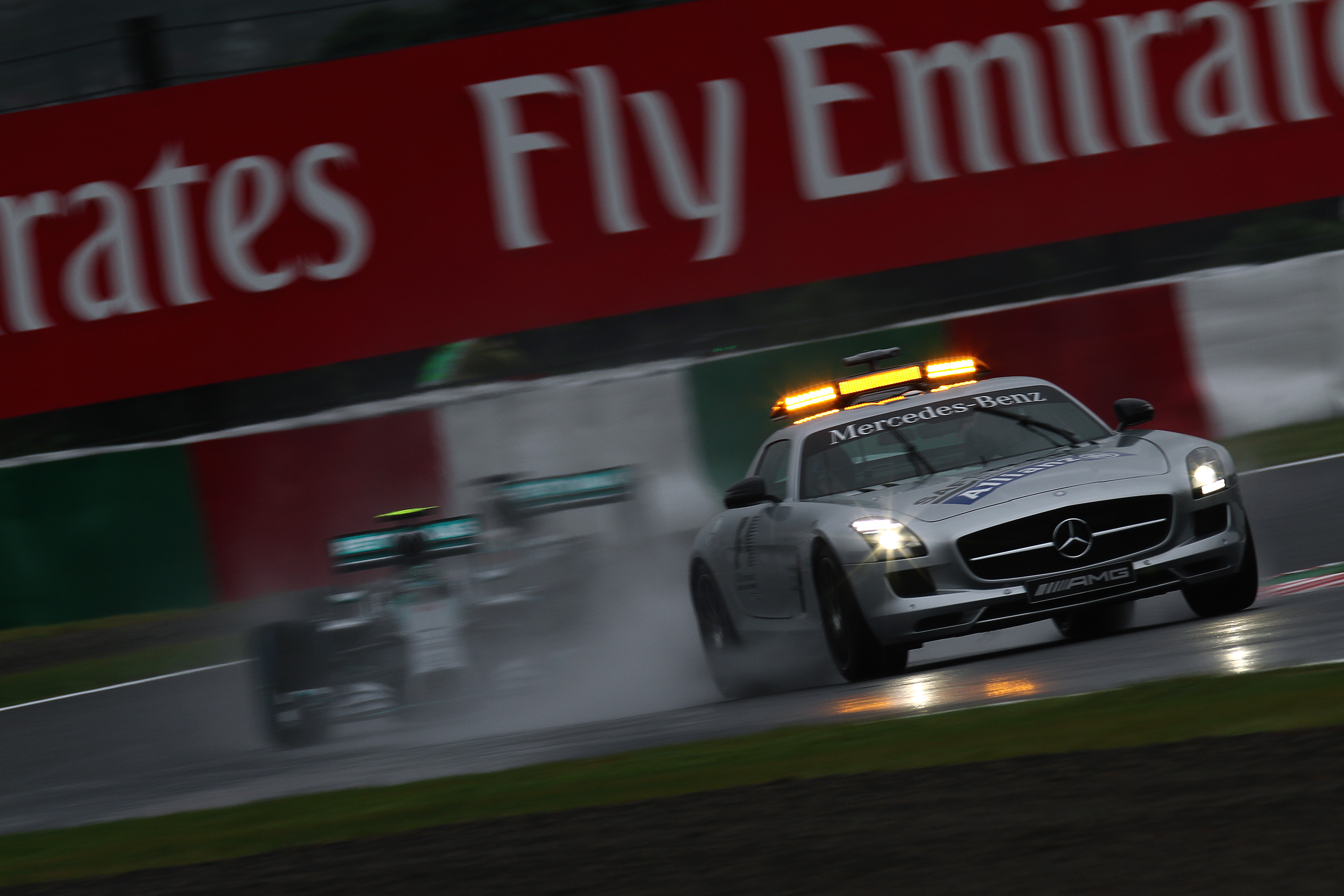
Samochód bezpieczeństwa, Lewis Hamilton i Nico Rosberg podczas wyścigu

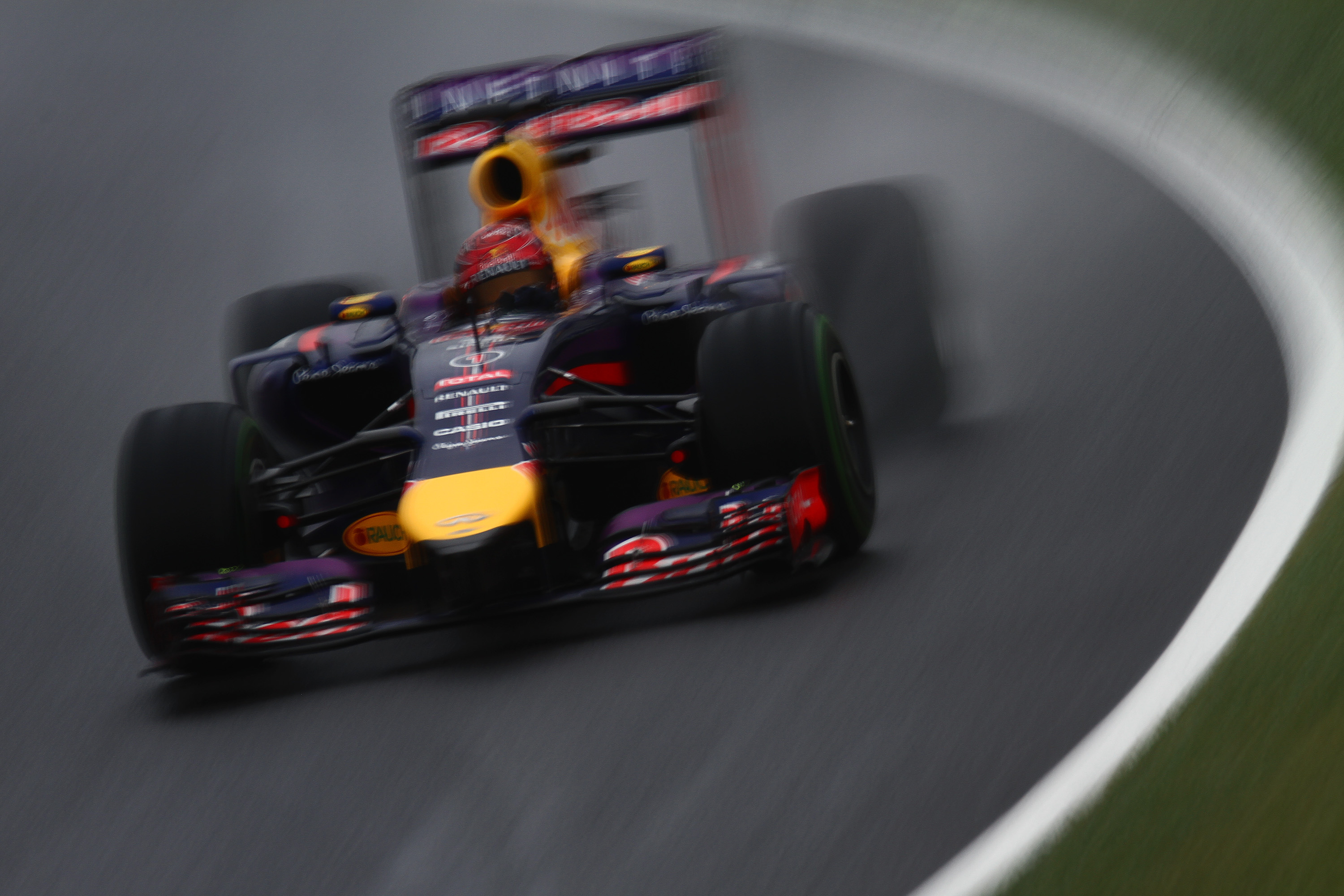
Sebastian Vettel podczas wyścigu

Pierwotnie dystans wyścigu wynosił 53 okrążenia, ale po wypadku Julesa Bianchiego został przedwcześnie zakończony.
| P                 | + / –     | Nr | Kierowca          | Konstruktor          | Okr. | Czas / Strata | Komentarz          |
| ----------------- | --------- | -- | ----------------- | -------------------- | ---- | ------------- | ------------------ |
| 1                 | 1         | 44 | Lewis Hamilton    | Mercedes             | 44   | 1h51m43,021   |                    |
| 2                 | 1         | 6  | Nico Rosberg      | Mercedes             | 44   | +0:09,180     |                    |
| 3                 | 6         | 1  | Sebastian Vettel  | Red Bull–Renault     | 44   | +0:29,122     |                    |
| 4                 | 2         | 3  | Daniel Ricciardo  | Red Bull–Renault     | 44   | +0:38,818     |                    |
| 5                 | 3         | 22 | Jenson Button     | McLaren–Mercedes     | 44   | +1:07,550     |                    |
| 6                 | 3         | 77 | Valtteri Bottas   | Williams–Mercedes    | 44   | +1:53,773     |                    |
| 7                 | 3         | 19 | Felipe Massa      | Williams–Mercedes    | 44   | +1:55,126     |                    |
| 8                 | 5         | 27 | Nico Hülkenberg   | Force India–Mercedes | 44   | +1:55,948     |                    |
| 9                 | 12        | 25 | Jean-Éric Vergne  | Toro Rosso–Renault   | 44   | +2:07,638     |                    |
| 10                | 1         | 11 | Sergio Pérez      | Force India–Mercedes | 43   | +1 okr.       |                    |
| 11                | 1         | 26 | Daniił Kwiat      | Toro Rosso–Renault   | 43   | +1 okr.       |                    |
| 12                | 2         | 7  | Kimi Räikkönen    | Ferrari              | 43   | +1 okr.       |                    |
| 13                | 2         | 21 | Esteban Gutiérrez | Sauber–Ferrari       | 43   | +1 okr.       |                    |
| 14                | 7         | 20 | Kevin Magnussen   | McLaren–Mercedes     | 43   | +1 okr.       |                    |
| 15                | 1         | 8  | Romain Grosjean   | Lotus–Renault        | 43   | +1 okr.       |                    |
| 16                | 6         | 13 | Pastor Maldonado  | Lotus–Renault        | 43   | +1 okr.       | [ 7 ]              |
| 17                | Bez zmian | 9  | Marcus Ericsson   | Caterham–Renault     | 43   | +1 okr.       |                    |
| 18                | 2         | 4  | Max Chilton       | Marussia–Ferrari     | 43   | +1 okr.       |                    |
| 19                | Bez zmian | 10 | Kamui Kobayashi   | Caterham–Renault     | 43   | +1 okr.       |                    |
| 20                | 2         | 17 | Jules Bianchi     | Marussia–Ferrari     | 43   | +1 okr.       | śmiertelny wypadek |
| 21                | 7         | 99 | Adrian Sutil      | Sauber–Ferrari       | 43   | +1 okr.       | wypadek            |
| Niesklasyfikowani |           |    |                   |                      |      |               |                    |
|                   |           | 14 | Fernando Alonso   | Ferrari              | 2    | silnik        |                    |
| P                 | + / –     | Nr | Kierowca          | Konstruktor          | Okr. | Czas / Strata | Komentarz          |

### Najszybsze okrążenie
Źródło: Wyprzedź Mnie!
| Nr | Kierowca       | Konstruktor | Czas     | Okr. |
| -- | -------------- | ----------- | -------- | ---- |
| 44 | Lewis Hamilton | Mercedes    | 1:51,600 | 39   |

### Prowadzenie w wyścigu
Źródło: Racing–Reference.info
| Nr                              | Kierowca       | Okrążenia    | Suma |
| ------------------------------- | -------------- | ------------ | ---- |
| 6                               | Nico Rosberg   | 1-12, 14-28  | 25   |
| 44                              | Lewis Hamilton | 12-14, 28-44 | 19   |
| \| Wykres \| \| ------ \| \| \| |                |              |      |
| Wykres                          |                |              |      |
|                                 |                |              |      |

## Klasyfikacja po wyścigu

### Kierowcy
| P                 | +/− | Kierowca          | Starty | Punkty | P1 | P2 | P3 | PP | NO | NS |
| ----------------- | --- | ----------------- | ------ | ------ | -- | -- | -- | -- | -- | -- |
| 1                 | 0   | Lewis Hamilton    | 15     | 266    | 8  | 2  | 2  | 6  | 6  | 3  |
| 2                 | 0   | Nico Rosberg      | 15     | 256    | 4  | 8  | -  | 8  | 5  | 2  |
| 3                 | 0   | Daniel Ricciardo  | 15     | 193    | 3  | -  | 4  | -  | -  | 1  |
| 4                 | +1  | Sebastian Vettel  | 15     | 139    | -  | 1  | 3  | -  | 1  | 3  |
| 5                 | −1  | Fernando Alonso   | 15     | 133    | -  | 1  | 1  | -  | -  | 2  |
| 6                 | 0   | Valtteri Bottas   | 15     | 130    | -  | 2  | 2  | -  | -  | 1  |
| 7                 | 0   | Jenson Button     | 15     | 82     | -  | -  | 1  | -  | -  | 1  |
| 8                 | 0   | Nico Hülkenberg   | 15     | 76     | -  | -  | -  | -  | -  | 1  |
| 9                 | 0   | Felipe Massa      | 15     | 71     | -  | -  | 1  | 1  | 1  | 3  |
| 10                | 0   | Sergio Pérez      | 14     | 46     | -  | -  | 1  | -  | 1  | 2  |
| 11                | 0   | Kimi Räikkönen    | 15     | 45     | -  | -  | -  | -  | 1  | 1  |
| 12                | 0   | Kevin Magnussen   | 15     | 39     | -  | 1  | -  | -  | -  | 1  |
| 13                | 0   | Jean-Éric Vergne  | 15     | 21     | -  | -  | -  | -  | -  | 5  |
| 14                | 0   | Romain Grosjean   | 15     | 8      | -  | -  | -  | -  | -  | 6  |
| 15                | 0   | Daniił Kwiat      | 15     | 8      | -  | -  | -  | -  | -  | 4  |
| 16                | 0   | Jules Bianchi     | 15     | 2      | -  | -  | -  | -  | -  | 3  |
| 17                | 0   | Adrian Sutil      | 15     | 0      | -  | -  | -  | -  | -  | 6  |
| 18                | 0   | Marcus Ericsson   | 15     | 0      | -  | -  | -  | -  | -  | 5  |
| 19                | 0   | Pastor Maldonado  | 14     | 0      | -  | -  | -  | -  | -  | 4  |
| 20                | 0   | Esteban Gutiérrez | 15     | 0      | -  | -  | -  | -  | -  | 6  |
| 21                | 0   | Max Chilton       | 15     | 0      | -  | -  | -  | -  | -  | 2  |
| 22                | 0   | Kamui Kobayashi   | 13     | 0      | -  | -  | -  | -  | -  | 4  |
| Niesklasyfikowani |     |                   |        |        |    |    |    |    |    |    |
|                   |     | André Lotterer    | 1      | -      | -  | -  | -  | -  | -  | 1  |
| P                 | +/− | Kierowca          | Starty | Punkty | P1 | P2 | P3 | PP | NO | NS |

### Konstruktorzy
| P  | +/− | Konstruktor             | Starty | Punkty | P1 | P2 | P3 | PP | NO | NS |
| -- | --- | ----------------------- | ------ | ------ | -- | -- | -- | -- | -- | -- |
| 1  | 0   | Mercedes                | 30     | 522    | 12 | 10 | 2  | 14 | 11 | 5  |
| 2  | 0   | Red Bull Racing Renault | 30     | 332    | 3  | 1  | 7  | -  | 1  | 4  |
| 3  | 0   | Williams Mercedes       | 30     | 201    | -  | 2  | 3  | 1  | 1  | 4  |
| 4  | 0   | Ferrari                 | 30     | 178    | -  | 1  | 1  | -  | 1  | 3  |
| 5  | 0   | Force India Mercedes    | 29     | 122    | -  | -  | 1  | -  | 1  | 3  |
| 6  | 0   | McLaren Mercedes        | 30     | 121    | -  | 1  | 1  | -  | -  | 2  |
| 7  | 0   | STR Renault             | 30     | 29     | -  | -  | -  | -  | -  | 9  |
| 8  | 0   | Lotus Renault           | 29     | 8      | -  | -  | -  | -  | -  | 10 |
| 9  | 0   | Marussia Ferrari        | 30     | 2      | -  | -  | -  | -  | -  | 5  |
| 10 | 0   | Sauber Ferrari          | 30     | 0      | -  | -  | -  | -  | -  | 12 |
| 11 | 0   | Caterham Renault        | 29     | 0      | -  | -  | -  | -  | -  | 10 |
| P  | +/− | Konstruktor             | Starty | Punkty | P1 | P2 | P3 | PP | NO | NS |